# Austin Basis
Austin Lee Basis é um ator norte-americano, com papéis de destaque nas séries televisivas Life UneXpected e Beauty & The Beast.

## Biografia
Basis nasceu no Brooklyn, em Nova Iorque, onde cursou ensino fundamental na escola Mark Twain Intermediate School 239 e posteriormente cursou ensino médio na Midwood High School. Quando chegada a hora de escolher uma profissão, ele encontrava-se entre artes cênicas e medicina mas acabou se comprometendo com a primeira quando se matriculou na Universidade de Binghamton.  Após se graduar, ele entrou para o programa de mestrado do Actors Studio.  Basis tem Diabetes do tipo 1, e tem trabalhado como ativista para promover a conscientização sobre tal condição.

## Filmografia

### Filmes
| Ano  | Título                    | Papel                | Notas          |
| ---- | ------------------------- | -------------------- | -------------- |
| 2002 | Porn 'n Chicken           | Interviewed Student  | Filme para TV  |
| 2004 | Spellbound                | Ben Miller           | Filme para TV  |
| 2004 | Dorian Blues              | Spooky               |                |
| 2004 | Skips                     | Leo                  | Curta-metragem |
| 2005 | Terrormarketers           |                      | Voz/Dublagem   |
| 2005 | Hazard                    | Angry Deli Vigilante |                |
| 2005 | Building Girl             | Duffy                |                |
| 2007 | Anthem                    | Man with a Portrait  | Curta-metragem |
| 2007 | American Zombie           | Ivan                 |                |
| 2007 | Boxboarders!              | James James          |                |
| 2007 | Om                        | Bobby                | Curta-metragem |
| 2007 | 7eventy 5ive              | Crazy Cal            |                |
| 2007 | Life Unkind               | The Kid              | Curta-metragem |
| 2008 | Ironias do amor           | Leo                  |                |
| 2008 | The Other End of the Line | Charlie Hendricks    |                |
| 2009 | The Things We Carry       | Jake                 |                |
| 2010 | Re-Cut                    | David Stankowitz     |                |
| 2011 | J. Edgar                  | Bank Teller          |                |

### Televisão
| Ano          | Título                                     | Papel           | Notas         |
| ------------ | ------------------------------------------ | --------------- | ------------- |
| 2004         | Law & Order: Criminal Intent               | Lou-Lou Versini | 1 Episódio    |
| 2006         | Windfall                                   | ATM Man / Sam   | 2 Episódios   |
| 2007         | Drake & Josh                               | Skaggs          | 1 Episódio    |
| 2007         | Studio 60 on the Sunset Strip              | Robby           | 1 Episódio    |
| 2008         | NCIS: Naval Criminal Investigative Service | Dallas          | 1 Episódio    |
| 2008         | Life on Mars                               | Willy Kramer    | 1 Episódio    |
| 2009         | Curb Your Enthusiasm                       | Waiter          | 1 Episódio    |
| 2008–2010    | Supernatural                               | Kenny Spruce    | 2 Episódios   |
| 2010         | Ghostfacers                                | Kenny Spruce    | 10 Episódios  |
| 2010–2011    | Life Unexpected                            | Math Rogers     | Papel regular |
| 2011         | Necessary Roughness                        | Phil            | 2 Episódios   |
| 2012         | Grey's Anatomy                             | Devin           | 1 Episódio    |
| 2012–present | Beauty & the Beast                         | J.T. Forbes     | Papel Regular |